# Almanzora
Almanzora är en ort i Spanien.   Den ligger i provinsen Provincia de Almería och regionen Andalusien, i den sydöstra delen av landet, 400 km söder om huvudstaden Madrid. Almanzora ligger 343 meter över havet och antalet invånare är 478.
Terrängen runt Almanzora är kuperad söderut, men norrut är den platt. Almanzora ligger nere i en dal som går i öst-västlig riktning. Runt Almanzora är det glesbefolkat, med 12 invånare per kvadratkilometer. Närmaste större samhälle är Albox, 4,5 km norr om Almanzora. Omgivningarna runt Almanzora är i huvudsak ett öppet busklandskap.